# Bracon leefmansi
Bracon leefmansi är en stekelart som först beskrevs av Sievert Allen Rohwer 1922.  Bracon leefmansi ingår i släktet Bracon och familjen bracksteklar. Inga underarter finns listade.